# پابلو رودریگز (بازیکن فوتبال زاده ۱۹۷۵)
پابلو رودریگز (انگلیسی: Pablo Rodríguez؛ زادهٔ ۷ ژوئن ۱۹۷۵) بازیکن فوتبال اهل اسپانیا است.
از باشگاه‌هایی که در آن بازی کرده‌است می‌توان به باشگاه فوتبال لوگو، باشگاه فوتبال ژیرونا، باشگاه فوتبال کامپوستلا، و باشگاه فوتبال لگانس اشاره کرد.